# E-Prix di San Paolo 2023
L'E-Prix di San Paolo 2023 è stato il sesto appuntamento del Campionato mondiale di Formula E 2022-2023, che si è tenuto al Circuito cittadino di San Paolo il 25 marzo 2023.

## Prove libere
| Pos.           | No.            | Pilota                 | Squadra             | Tempo          |
| Prove libere 1 | Prove libere 1 | Prove libere 1         | Prove libere 1      | Prove libere 1 |
| -------------- | -------------- | ---------------------- | ------------------- | -------------- |
| 1              | 16             | Sébastien Buemi        | Envision Racing     | 1:12.341       |
| 2              | 23             | Sacha Fenestraz        | Nissan e.dams       | 1:12.453       |
| 3              | 33             | Dan Ticktum            | NIO 333 Racing      | 1:12.464       |
| Prove libere 2 |                |                        |                     |                |
| 1              | 13             | António Félix da Costa | TAG Heuer Porsche   | 1:11.496       |
| 2              | 7              | Maximilian Günther     | Maserati MSG Racing | 1:11.762       |
| 3              | 17             | Norman Nato            | Nissan e.dams       | 1:11.763       |

## Qualifiche
| Gruppo A | Gruppo A | Gruppo A            | Gruppo A                 | Gruppo A  |
| Pos.     | No.      | Pilota              | Squadra                  | Qualifica |
| -------- | -------- | ------------------- | ------------------------ | --------- |
| 1        | 1        | Stoffel Vandoorne   | DS Penske                | 1:12.761  |
| 2        | 37       | Nick Cassidy        | Envision Racing          | 1:12.852  |
| 3        | 48       | Edoardo Mortara     | Maserati MSG Racing      | 1:12.893  |
| 4        | 8        | Jake Hughes         | Neom McLaren Formula E   | 1:12.909  |
| 5        | 3        | Sérgio Sette Câmara | NIO 333 Racing           | 1:13.025  |
| 6        | 25       | Jean-Éric Vergne    | DS Penske                | 1:13.157  |
| 7        | 58       | René Rast           | Neom McLaren Formula E   | 1:13.161  |
| 8        | 51       | Nico Müller         | ABT Cupra Formula E Team | 1:13.200  |
| 9        | 94       | Pascal Wehrlein     | TAG Heuer Porsche        | 1:13.280  |
| 10       | 8        | Oliver Rowland      | Mahindra Racing          | 1:13.330  |
| 11       | 36       | André Lotterer      | Avalanche Andretti       | 1:13.382  |

| Gruppo B | Gruppo B | Gruppo B               | Gruppo B                 | Gruppo B  |
| Pos.     | No.      | Pilota                 | Squadra                  | Qualifica |
| -------- | -------- | ---------------------- | ------------------------ | --------- |
| 1        | 10       | Sam Bird               | Jaguar TCS Racing        | 1:12.669  |
| 2        | 7        | Maximilian Günther     | Maserati MSG Racing      | 1:12.698  |
| 3        | 13       | António Félix da Costa | TAG Heuer Porsche        | 1:12.837  |
| 4        | 9        | Mitch Evans            | Jaguard TCS Racing       | 1:12.950  |
| 5        | 17       | Norman Nato            | Nissan e.dams            | 1:12.971  |
| 6        | 16       | Sébastien Buemi        | Envision Racing          | 1:12.971  |
| 7        | 27       | Jake Dennis            | Avalance Andretti        | 1:12.991  |
| 8        | 23       | Sacha Fenestraz        | Nissan-e.dams            | 1:13.040  |
| 9        | 33       | Dan Ticktum            | NIO 333 Racing           | 1:13.045  |
| 10       | 4        | Robin Frijns           | ABT Cupra Formula E Team | 1:13.671  |

|  | Quarti di finale       | Quarti di finale       | Quarti di finale       |                        |                        | Semifinale             | Semifinale | Semifinale |  |  | Finale | Finale | Finale |  |
|  |                        |                        |                        |                        |                        |                        |            |            |  |  |        |        |        |  |
|  | Edoardo Mortara        | Edoardo Mortara        | 1:12.132               |                        |                        |                        |            |            |  |  |        |        |        |  |
|  | Edoardo Mortara        | Edoardo Mortara        | 1:12.132               |                        |                        |                        |            |            |  |  |        |        |        |  |
|  | Nick Cassidy           | Nick Cassidy           | 1:12.150               |                        |                        |                        |            |            |  |  |        |        |        |  |
|  | Nick Cassidy           | Nick Cassidy           | 1:12.150               |                        | Edoardo Mortara        | Edoardo Mortara        | 1:12.109   |            |  |  |        |        |        |  |
|  |                        |                        |                        |                        | Edoardo Mortara        | Edoardo Mortara        | 1:12.109   |            |  |  |        |        |        |  |
|  |                        |                        | Stoffel Vandoorne      | Stoffel Vandoorne      | 1:11.929               |                        |            |            |  |  |        |        |        |  |
|  | Jake Hughes            | Jake Hughes            | Stoffel Vandoorne      | Stoffel Vandoorne      | 1:11.929               | 1:12.657               |            |            |  |  |        |        |        |  |
|  | Jake Hughes            | Jake Hughes            |                        |                        |                        |                        |            |            |  |  |        |        |        |  |
|  | Stoffel Vandoorne      | Stoffel Vandoorne      | 1:11.920               |                        |                        |                        |            |            |  |  |        |        |        |  |
|  | Stoffel Vandoorne      | Stoffel Vandoorne      | 1:11.920               |                        | Stoffel Vandoorne      | Stoffel Vandoorne      | 1:11.904   |            |  |  |        |        |        |  |
|  |                        |                        |                        |                        |                        |                        |            |            |  |  |        |        |        |  |
|  |                        |                        | António Félix da Costa | António Félix da Costa | 1:11.967               |                        |            |            |  |  |        |        |        |  |
|  | António Félix da Costa | António Félix da Costa | António Félix da Costa | António Félix da Costa | 1:11.967               | 1:11.982               |            |            |  |  |        |        |        |  |
|  | António Félix da Costa | António Félix da Costa |                        |                        |                        |                        |            |            |  |  |        |        |        |  |
|  | Maximilian Günther     | Maximilian Günther     | 1:12.189               |                        |                        |                        |            |            |  |  |        |        |        |  |
|  | Maximilian Günther     | Maximilian Günther     | 1:12.189               |                        | António Félix da Costa | António Félix da Costa | 1:11.982   |            |  |  |        |        |        |  |
|  |                        |                        |                        |                        | António Félix da Costa | António Félix da Costa | 1:11.982   |            |  |  |        |        |        |  |
|  |                        |                        | Mitch Evans            | Mitch Evans            | 1:12.022               |                        |            |            |  |  |        |        |        |  |
|  | Mitch Evans            | Mitch Evans            | Mitch Evans            | Mitch Evans            | 1:12.022               | 1:11.843               |            |            |  |  |        |        |        |  |
|  | Mitch Evans            | Mitch Evans            |                        |                        |                        |                        |            |            |  |  |        |        |        |  |
|  | Sam Bird               | Sam Bird               | 1:12.043               |                        |                        |                        |            |            |  |  |        |        |        |  |

| Risultati qualifica | Risultati qualifica | Risultati qualifica    | Risultati qualifica      | Risultati qualifica | Risultati qualifica | Risultati qualifica | Risultati qualifica | Risultati qualifica |
| Pos.                | No.                 | Pilota                 | Squadra                  | Gruppi              | Quarti              | Semifinali          | Finale              | Griglia             |
| ------------------- | ------------------- | ---------------------- | ------------------------ | ------------------- | ------------------- | ------------------- | ------------------- | ------------------- |
| 1                   | 1                   | Stoffel Vandoorne      | DS Penske                | 1:12.761            | 1:11.920            | 1:11.929            | 1:11.904            | 1                   |
| 2                   | 13                  | António Félix da Costa | Porsche Formula E Team   | 1:12.837            | 1:11.982            | 1:11.982            | 1:11.967            | 2                   |
| 3                   | 9                   | Mitch Evans            | Jaguar TCS Racing        | 1:12.950            | 1:11.843            | 1:12.022            |                     | 3                   |
| 4                   | 48                  | Edoardo Mortara        | Maserati MSG Racing      | 1:12.893            | 1:12.132            | 1:12.109            |                     | 4                   |
| 5                   | 10                  | Sam Bird               | Jaguar TCS Racing        | 1:12.669            | 1:12.037            |                     |                     | 5                   |
| 6                   | 37                  | Nick Cassidy           | Envision Racing          | 1:12.852            | 1:12.150            |                     |                     | 6                   |
| 7                   | 7                   | Maximilian Günther     | Maserati MSG Racing      | 1:12.698            | 1:12.189            |                     |                     | 7                   |
| 8                   | 5                   | Jake Hughes            | McLaren                  | 1:12.909            | 1:12.657            |                     |                     | 8                   |
| 9                   | 25                  | Jean-Éric Vergne       | DS Penske                | 1:13.157            |                     |                     |                     | 9                   |
| 10                  | 17                  | Norman Nato            | Nissan-e.dams            | 1:12.971            |                     |                     |                     | 10                  |
| 11                  | 58                  | René Rast              | McLaren                  | 1:13.161            |                     |                     |                     | 11                  |
| 12                  | 16                  | Sébastien Buemi        | Nissan-e.dams            | 1:12.971            |                     |                     |                     | 12                  |
| 13                  | 51                  | Nico Müller            | ABT Cupra Formula E Team | 1:13.200            |                     |                     |                     | 13                  |
| 14                  | 27                  | Jake Dennis            | Avalanche Andretti       | 1:12.991            |                     |                     |                     | 14                  |
| 15                  | 94                  | Pascal Wehrlein        | Porsche Formula E Team   | 1:13.280            |                     |                     |                     | 18                  |
| 16                  | 23                  | Sacha Fenestraz        | Nissan-e.dams            | 1:13.040            |                     |                     |                     | 15                  |
| 17                  | 3                   | Sérgio Sette Câmara    | NIO Formula E Team       | 1:13.025            |                     |                     |                     | 16                  |
| 18                  | 33                  | Dan Ticktum            | NIO Formula E Team       | 1:13.045            |                     |                     |                     | 17                  |
| 19                  | 8                   | Oliver Rowland         | Mahindra Racing          | 1:13.330            |                     |                     |                     | 19                  |
| 20                  | 4                   | Robin Frijns           | ABT Cupra Formula E Team | 1:13.671            |                     |                     |                     | 20                  |
| 21                  | 36                  | André Lotterer         | Avalanche Andretti       | 1:13.382            |                     |                     |                     | 21                  |
| -                   | 11                  | Lucas di Grassi        | Mahindra Racing          | 1:24.491            |                     |                     |                     | 22                  |

## Gara
| Pos. | No. | Pilota                 | Squadra                  | Giri | Tempo/Ritiro | Griglia | Punti |
| ---- | --- | ---------------------- | ------------------------ | ---- | ------------ | ------- | ----- |
| 1    | 9   | Mitch Evans            | Jaguar TCS Racing        | 35   | 53:25.536    | 3       | 25    |
| 2    | 37  | Nick Cassidy           | Envision Racing          | 35   | +0.284       | 5       | 18    |
| 3    | 10  | Sam Bird               | Jaguar TCS Racing        | 35   | +0.507       | 10      | 15+1* |
| 4    | 13  | António Félix da Costa | Porsche Formula E Team   | 35   | +3.487       | 2       | 12    |
| 5    | 25  | Jean-Éric Vergne       | DS Penske                | 35   | +4.042       | 7       | 10    |
| 6    | 1   | Stoffel Vandoorne      | DS Penske                | 35   | +4.576       | 1       | 8+3*  |
| 7    | 94  | Pascal Wehrlein        | Porsche Formula E Team   | 35   | +5.659       | 18      | 6     |
| 8    | 5   | Jake Hughes            | McLaren                  | 35   | +6.141       | 6       | 4     |
| 9    | 58  | René Rast              | McLaren                  | 35   | +7.403       | 11      | 2     |
| 10   | 16  | Sébastien Buemi        | Envision Racing          | 35   | +7.976       | 12      | 1     |
| 11   | 7   | Maximilian Günther     | Maserati MSG Racing      | 35   | +15.192      | 9       |       |
| 12   | 36  | André Lotterer         | Avalanche Andretti       | 35   | +15.345      | 21      |       |
| 13   | 11  | Lucas di Grassi        | Mahindra Racing          | 35   | +19.247      | 22      |       |
| 14   | 4   | Robin Frijns           | ABT Cupra Formula E Team | 35   | +20.751      | 20      |       |
| 15   | 8   | Oliver Rowland         | Mahindra Racing          | 35   | +21.465      | 19      |       |
| 16   | 3   | Sérgio Sette Câmara    | NIO Formula E Team       | 35   | +31.514      | 16      |       |
| 17   | 33  | Dan Ticktum            | NIO Formula E Team       | 35   | +34.398      | 17      |       |
| Rit  | 51  | Nico Müller            | ABT Cupra Formula E Team | 19   | Collisione   | 13      |       |
| Rit  | 48  | Edoardo Mortara        | Maserati MSG Racing      | 19   | Collisione   | 4       |       |
| Rit  | 27  | Jake Dennis            | Avalanche Andretti       | 13   | Collisione   | 14      |       |
| Rit  | 23  | Sacha Fenestraz        | Nissan-e.dams            | 6    | Incidente    | 15      |       |
| Rit  | 17  | Norman Nato            | Nissan-e.dams            | 0    | Collisione   | 8       |       |

- (15+1) = Pole position
- (8+3) = Giro veloce